# Janine Antoni
Janine Antoni (* 19. Januar 1964 in Freeport, Bahamas) ist eine bahamaisch-US-amerikanische Performance-Künstlerin und Bildhauerin.

## Leben
Janine Antoni wurde 1964 in Freeport geboren und zog 1977 nach Florida, um dort ein Internat zu besuchen. Anschließend besuchte sie das Sarah Lawrence College in New York, welches sie 1986 mit einem Bachelor abschloss. 1989 erlangte sie ihren Masterabschluss am Rhode Island School of Design. Sie lebt und arbeitet in New York City.

## Werk
In ihrem künstlerischen Werk verschwimmt die Grenze zwischen Performance und Skulptur. Dabei dient ihr eigener Körper als Kunstmedium. Ihre Kunst ist von Robert Smithson und Louise Bourgeois beeinflusst.
Für ihr bekanntestes Werk Gnaw (1992) kaute Antoni an einem 600 Pfund schwerem Schokoladenwürfel und anschließend an der gleichen Menge Schmalz, bis sie vor Erschöpfung aufhören musste. Die übriggebliebene Schokolade ließ sie zu 40 herzförmigen Bonbons einschmelzen und den Schmalz mit Pigmenten und Bienenwachs zu 150 Lippenstiften verarbeiten, die dann in einer Vitrine ausgestellt wurden. Das Werk berührt Fragen über die Konsumkultur und den Schönheitskult und setzt sich zugleich mit der Kunstgeschichte auseinander.
Bei ihrer öffentlichen Performance Loving Care (1993) in der Anthony d’Offay Gallery wischte sie auf Händen und Knien den Boden mit ihren Haaren, die sie in einen Eimer mit schwarzer Farbe eintauchte. Das Werk erinnert an Yves Kleins Anthropometrien aus den 1960er Jahren, in denen der Künstler nackte weibliche Modelle als Pinsel benutzte, aber auch an die frühen feministischen Arbeiten von Shigeko Kubota und ihre Vagina Paintings von 1965, in denen die Künstlerin mit einem Pinsel, der aus ihrer Vagina ragte, auf eine horizontale Fläche malte.
Für ihr Werk Lick and Lather (1993) stellte Antoni vierzehn Selbstporträtbüsten her, sieben davon aus Schokolade und sieben aus Seife. Die Büsten aus Schokolade leckte sie anschließend ab, während sie diejenigen aus Seife wiederholt einseifte, bis sie immer undeutlicher wurden. Die Künstlerin beschreibt die Arbeit folgendermaßen:

“I wanted to work with the tradition of self-portraiture but also with the classical bust…I had the idea that I would make a replica of myself in chocolate and in soap, and I would feed myself with my self, and wash myself with my self. Both the licking and the bathing are quite gentle and loving acts, but what’s interesting is that I’m slowly erasing myself through the process. So for me it’s about that conflict, that love/hate relationship we have with our physical appearance, and the problem I have with looking in the mirror and thinking, ‘Is that who I am?’”

„Ich wollte mit der Tradition des Selbstporträts arbeiten, aber auch mit der klassischen Büste... Ich hatte die Idee, eine Nachbildung von mir selbst in Schokolade und Seife zu erschaffen, mich mit mir selbst zu ernähren und mich mit mir selbst zu waschen. Sowohl das Lecken als auch das Baden sind recht sanfte und liebevolle Handlungen, aber das Interessante daran ist, dass ich mich durch diesen Prozess langsam selbst auslösche. Für mich geht es also um diesen Konflikt, die Hassliebe, die wir zu unserem Aussehen haben, und das Problem, das ich habe, wenn ich in den Spiegel schaue und denke: "Bin ich das wirklich?“

Die Performance Slumber (1994) führte Antoni in verschiedenen Galerien und Museen auf. Dabei saß sie tagsüber an einem Webstuhl und webte die wellenförmigen Linien einer EEG-Aufzeichnung, die während ihres Schlafes aufgenommen wurden. Die dabei entstehende Decke nutzte sie anschließend in der Nacht, die sie in der Galerie bzw. im Museum verbrachte und deckte sich damit zu. Das Werk beschäftigt sich mit Mythen von endloser Arbeit, dem stereotypen Platz des Weiblichen im Träumen und im Handwerk sowie der Überwachung von Frauen durch medizinische Technologie.
Antoni nahm von 1993 bis 2000 an den Biennalen in Venedig, im Whitney Museum of American Art, Johannesburg, Istanbul, Kwangju und Korea sowie an der documenta 14 teil. Ihre Arbeiten befinden sich unter anderen in den Sammlungen der National Gallery of Art in Washington, D.C., des Art Institute of Chicago und des Museum of Modern Art in New York.
Antoni ist in dem Film  !Women Art Revolution (2010) von Lynn Hershman Leeson vertreten.

## Ausstellungen

### Einzelausstellungen (Auswahl)
- 2019: Janine Antoni: I Am Fertile Ground, Katakomben des Green-Wood Cemetery, Brooklyn
- 2018: Janine Antoni: Moor and Touch, Universität Stockholm
- 2015: Janine Antoni: From the Vow Made, Luhring Augustine Gallery, New York
- 2013–2014: Janine Antoni: Within, Matress Factory, Pittsburgh
- 2011: Touch, Museum Kunst der Westküste, Föhr
- 2003: To Draw a Line, Luhring Augustine Gallery, New York[8]
- 2002: Taught Tether Teeter, SITE Santa Fe, New Mexico
- 1998: Swoon, Whitney Museum of American Art, New York
- 1996: Art at the Edge, High Museum of Art, Atlanta
- 1995: Slip of the Tongue, Centre for Contemporary Arts, Glasgow

### Gruppenausstellungen (Auswahl)
- 2022: The Double: Identity and Difference in Art Since 1900, National Gallery of Art, Washington, D.C.
- 2020/2021: Janine Antoni and Stephen Petronio: Honey Baby, Locust Projects, Miami
- 2020/2021: For a Dreamer of Houses, Dallas Museum of Art, Dallas
- 2020: Bodyscapes, Israel Museum, Jerusalem
- 2017/2018: Relational Undercurrents: Contemprary Art of the Caribbean Archipelago, Museum of Latin American Art, Los Angeles
- 2017: Antidoron: The EMST Collection, documenta 14, Fridericianum, Kassel
- 2016: Unfinished: Thoughts Left Visible, The Metropolitan Museum of Art, New York
- 2014: Crossing Brooklyn: Art from Bushwick, Bed-Stuy, and Beyond, Brooklyn Museum, Brooklyn
- 2013: Beyond Belief: 100 Years of the Spiritual in Modern Art, Contemporary Jewish Museum, San Francisco
- 2011: Move: Art and Dance since the 60’s, Haus der Kunst, München
- 2000: Art at MoMA since 1980, Museum of Modern Art, New York
- 1994: Face-Off: The Portrait in Recent Art, Institute of Contemporary Art of the University of Pennsylvania, Philadelphia

## Auszeichnungen (Auswahl)
- 2014: Anonymous Was A Woman[9]
- 2012: Creative Capital Artist Grant
- 2011: John Simon Guggenheim Memorial Foundation Fellowship
- 1999: New Media Award des Institute of Contemporary Art in Boston
- 1999: Larry Aldrich Foundation Award
- 1998: Joan Mitchell Painting and Sculpture Award
- 1998: MacArthur Fellowship
- 1996: Glen Dimplex Artists Award des Irish Museum of Modern Art, Dublin